# Syphon Filter (jeu vidéo)
Pour les articles homonymes, voir Syphon Filter (homonymie).
Syphon Filter est un jeu vidéo de tir à la troisième personne et d'infiltration développé par Eidetic et édité par Sony Computer Entertainment en 1999 sur PlayStation.
Le jeu est le premier épisode de la série Syphon Filter.

## Histoire

### Synopsis
Dans la jungle du Costa Rica, à la suite d'une enquête ayant mené des agents de la CIA des plantes génétiquement modifiées utiles durant le processus de fabrication du  virus SYPHON FILTER sont brûlées au lance-flamme par des terroristes dirigés par Rhoemer; qui a tout ordonné ; étant compromis par un espion , qu'il ordonna a Mara de tuer. Plus loin a quelques mètres, Gabe Logan et sa partenaire Lian Xing perdu ne trouvent pas la plantation selon les coordonnées qu'Elis a donné, un coup de feu retentit Lian & Gabe courent et retrouvèrent Elis mort d'une balle dans la tête, il ne trouvèrent rien, tout avait brûlé. Ils doivent attendre que Rhoemer refasse surface. Au bureau de Thomas Markinson (le directeur de l'Agence à Washington) informé de ce qui s'est passé, demande à Benton de retrouver Rhoemer, derrière Markinson un homme dans l'ombre avec qui il parle de Logan attend de voir ce qu'il va découvrir. Entre-temps Gabe et Lian sont partis au Népal et découvrent un village sherpa où tout le monde a été tué excepté un survivant.
Briefing de la situation : Rhoemer est à Washington et dirige une attaque, comme sur les images sur l'écran du bureau de Markinson, ils posent des bombes et Lian reconnait Mara Aramov et Anton Girdeu, mais pas le Troisième, il s'agit de Pavel Cravitch, l'expert en communication de Rhoemer, Markinson demandera a Gabe de le tuer et de détruire son matériel. Une fois sur les lieux, Gabe reçoit des infos de Lian sur le positionnement des cibles alors que le CBDC (hommes en combinaisons jaunes) se battent avec les terroristes, Gabe s'occupe rapidement Pavel Kravitch caché dans un bar et détruit la transmission. Sortant du bar Logan par une fenêtre pour rejoindre une ruelle, Lian l'informe qu'un agent CBDC est coincé dans une banque, Logan fonce a la banque et tue les terroristes a l'entrée. Une fois a l’intérieur, celui-ci couvre l'agent CBDC pour qu'il désamorce la bombe. Une fois fait, en sortant, il tue les terroristes qui avaient pris position sur les toits, il rejoint l'entrée du métro sauf qu'elle est fermée, il retourna dans la ruelle pour trouver un l'ascenseur donnent accès à l'interrupteur pour ouvrir le métro, une fois arrivé sur les lieux Lian l'informe de  présence de bombe contenant un virus, il devait les marquer et protéger l'agent, une le premier niveau fait il se dépêcha de retrouver Rhoemer niveau 2 sauf qu'il a déjà fuis et placer une dernière bombe en s'approchant il remarque qu'elle n'est pas comme les autres et reste 5 seconde, Logan se mit a courir avant l'explosion, qui détruit le métro. Gabe se frais un chemin entre les flammes et les quelque terroristes sur son chemin pour remonter au niveau 1 via un trou dans le plafond et en tuant encore sur sa route décide de passer par la rame de métro puisque les entrées sont bloquées, et au loin aperçoit Mara qu'il prit en chasse dans rame de métro encore en marche mais réussit à la blesser.

### Les personnages
Le personnage principal est l'agent secret Gabriel Logan. Il est secondé par une spécialiste en communication et surveillance Lian Xing. Leur supérieur immédiat est Edward Benton, le député-chef de l'Agence, lui-même sous les ordres du directeur Thomas Markinson.
Le principal ennemi est Erich Rhoemer, terroriste international d'origine allemande. Il s'est entouré de plusieurs mercennaires renommés, dont l'assassine russe Mara Aramov et le spécialiste en explosifs natif de Toulouse (France) Anton Girdeux.

## Système de jeu
Syphon Filter est un jeu de tir à la troisième personne dans lequel le joueur incarne Gabriel Logan. Il est divisé en 20 missions qui s'enchaînent de manière linéaire, alliant des séquences d'action et d'infiltration. Chaque mission propose une série d'objectifs à accomplir, certains étant ajoutés en cours de route, ainsi que des paramètres prohibant certains agissements. Les directives générales sont communiquées en début de mission, et des mises à jour sont faites fréquemment par Lian Xing ou Thomas Markinson par transmission radio.
Les contrôles du jeu mettent l'accent sur le tir, en offrant trois manières de faire. La visée automatique est la moins efficace, et cible l'ennemi le plus proche. La visée en verrouillage, comme son nom l'indique, verrouille la cible sur un ennemi au choix. Le dernier mode est la visée manuelle, qui permet des tirs de précision en faisant passer la caméra en première personne. Il n'est cependant pas possible de se déplacer en visant de la sorte, contrairement aux deux autres façons de viser. Le personnage peut effectuer divers mouvements, dont se pencher pour mieux viser ou pour se déplacer silencieusement, et rouler pour éviter les tirs ennemis. Les déplacements se font avec les flèches qui permettent les déplacements avant/arrière ainsi que les virages ; et s'ajoute à cela la possibilité de se déplacer latéralement à l'aide des boutons R2 et L2.

## Accueil
Syphon Filter fut un succès inattendu sur Playstation. Il aurait facilement pu être avalé dans l'ombre de Metal Gear Solid, sorti quelques mois plus tôt et avec lequel il présente plusieurs similarités, mais son originalité exprimée à travers un concept familier conquit les amateurs.